# Albanese vilajet
Het Albanese vilajet was gedurende de 19e eeuw een  vilajet (provincie) binnen het het Ottomaanse Rijk tijdens de Ottomaanse heerschappij in Albanië. De al bestaande vilajets, Kosovo, het Shkodër vilajet, het Berat vilajet en het Janina vilajet geregeerd door Albanese pasja's, werden hierbij samengevoegd tot één Albanees vilajet, waardoor de etnisch Albanese bevolking op de Balkan werd herenigd. Het vilajet bestuurde delen van het moderne Albanië, Kosovo, Montenegro, Servië, Noord-Macedonië en Griekenland.
De bedoeling was om in september 1912 een Albanese natiestaat, met het Albanese vilajet als voorbeeld, te stichten, maar de onderhandelingen hierover werden een maand later onderbroken door de Eerste Balkanoorlog. Na de val van het Ottomaanse Rijk riep Albanië in november 1912 de onafhankelijkheid uit. In 1913 echter, tijdens de Vrede van Londen, werd als gevolg van de Balkanoorlogen besloten dat Albanië een aanzienlijk stuk land moest afstaan aan diens buurlanden, met als gevolg dat ongeveer veertig procent van de etnisch Albanese bevolking buiten het nieuwe Albanië kwam te wonen.

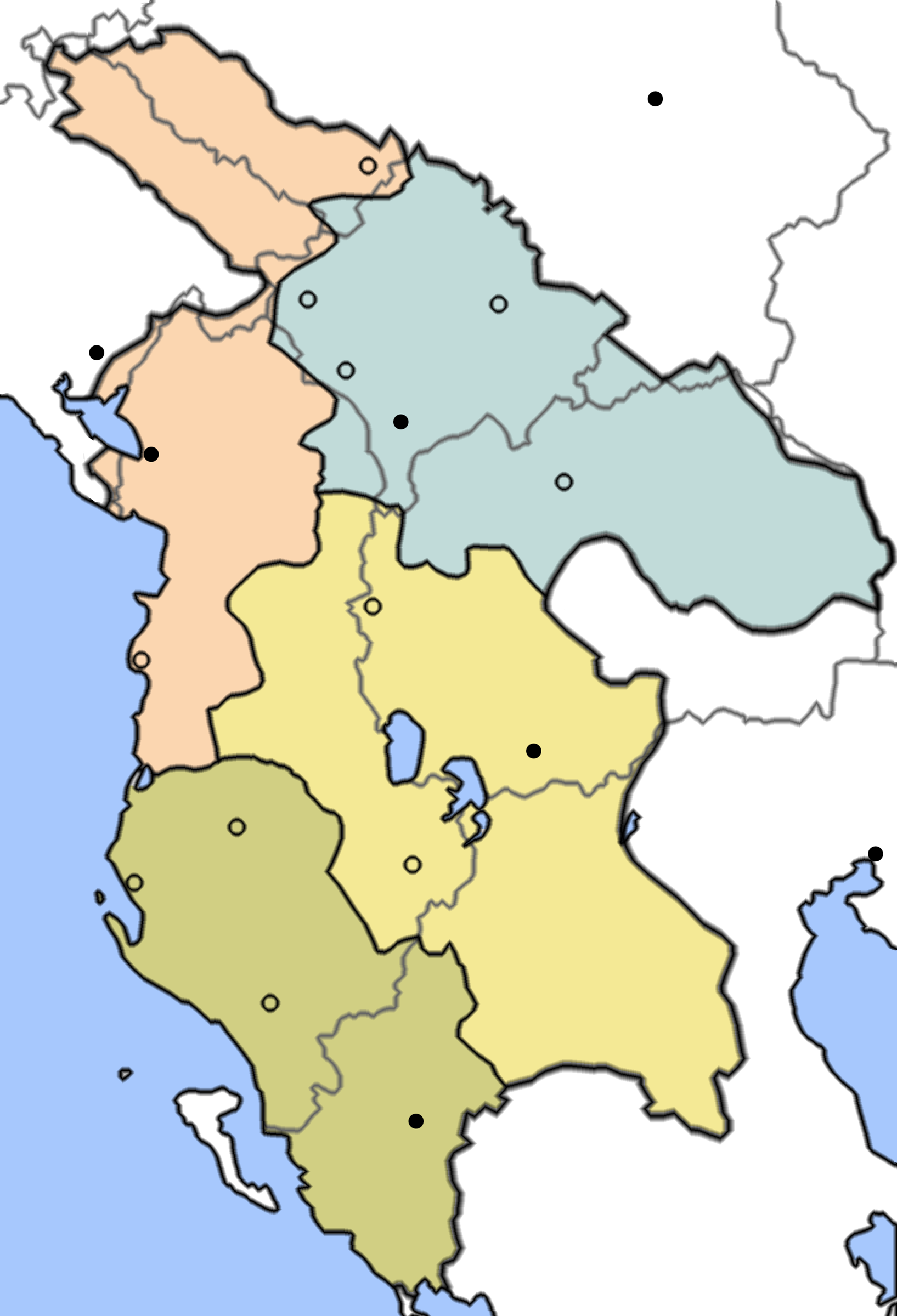
De vier Albanese vilajets onder de Ottomaanse heerschappij